# 한국콘텐츠공제조합
한국콘텐츠공제조합(韓國-共濟組合, Korea Content Financial Cooperative)은 콘텐츠사업자들의 상호협동과 자율적인 경제활동을 도모하고 콘텐츠산업의 건전한 발전을 위하여 설립된 비영리 특수법인의 성격인 공제조합이다. 180여 개 기업이 조합원으로 가입했으며 대한민국 내 점유율 1위 포털사이트를 운영하는 ‘네이버 주식회사’는 100억 원의 출자약정을 통해 콘텐츠공제조합에 공식 참여할 예정으로 한국콘텐츠진흥원도 30억 원을 출자했다.

## 설립 근거
- 콘텐츠산업진흥법 제20조의2[3]

## 연혁
- 2013년 10월 31일 한국콘텐츠공제조합 창립총회[4]

## 조직

### 총회

#### 이사장
- 감사

##### 전무이사
- 경영기획팀
- 공제사업팀
- 신용평가팀

## 같이 보기
- 문화체육관광부
- 중소기업중앙회
- 한국콘텐츠진흥원
- 한국콘텐츠산업협회
- 한국인터넷콘텐츠협회